# سالن دوازده هزار نفری آزادی

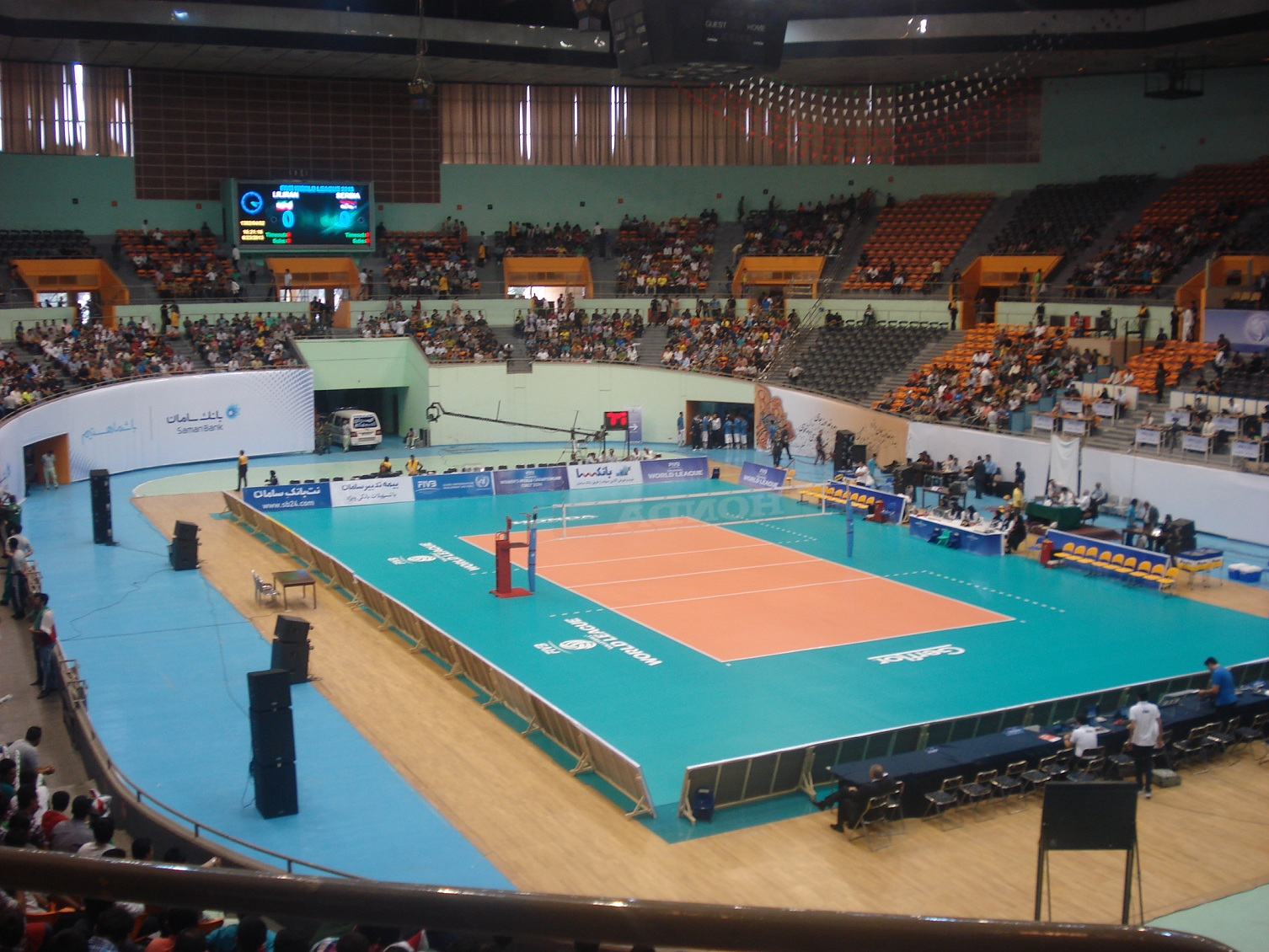
تیم ملی والیبال مردان ایران در برابر تیم ملی والیبال مردان صربستان در لیگ جهانی والیبال ۲۰۱۳

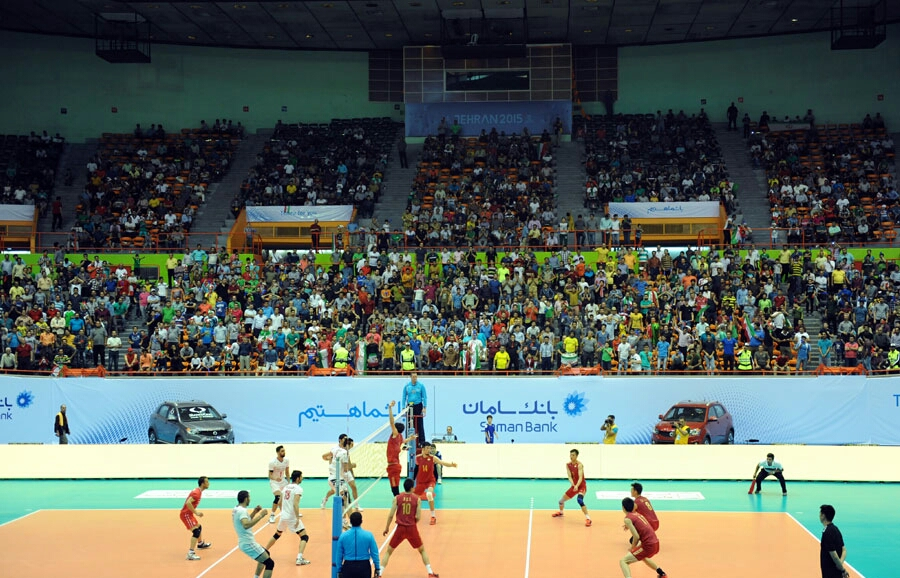
سالن دوازده هزار نفری آزادی - آگوست ۲۰۱۵

سالن دوازده هزار نفری آزادی ورزشگاه ملّی ایران و بزرگ‌ترین سالن کشور و از سالن‌های ورزشی سرپوشیده ایران که در تهران و در مجموعه ورزشی آزادی واقع شده‌است. این سالن ورزشی همزمان با بازی‌های آسیایی ۱۹۷۴ تهران گشایش یافته‌است. در این سالن که سابقاً «سالن ورزشها» نامیده می‌شد، مسابقات فوتسال، والیبال، کشتی، بسکتبال، پاتیناژ، پرش با اسب و همچنین مراسم‌ها و سخنرانی‌های مختلف سیاسی، فرهنگی و نظامی برگزار می‌شود. البته در سالهای اخیر این سالن بیشتر میزبان مسابقات لیگ جهانی والیبال و مسابقات کشتی بوده‌است.پس از انقلاب در دهه ۸۰ مجدد با تلاشهای فراوان رئیس وقت سالن به مدت کوتاهی قابلیت گذشته خود را جهت اسکیت روی یخ پاتیناژ پیدا کرد.شایان ذکر است باقی ماندن شکله ی اصلی سالن و از بین نرفتن ارکان اصلی آن مرهون تلاش ها و مقاومت و درایت رئیس وقت مجموعه حسام انصاری بوده که پس از خروج ایشان از مجموعه شامل تغییراتی ناخشنود و غیر اصولی گردید.

## ظرفیت سالن
حسن ضیاءآذری، مدیرعامل سابق مجموعه ورزشی آزادی، دربارهٔ ظرفیت این سالن چنین اظهار نظر کرده‌است:
«حقیقت آن است که سالن ورزشگاه آزادی از روز اول بهره‌برداری‌اش دارای صندلی بوده‌است. از سال ۵۳ تا ۸۷ این سالن واجد چیزی حدود ۷۵۰۰ صندلی بوده که این صندلی‌ها از نوع تاشو و با کیفیت بسیار پایین بودند. ما در سال ۸۷ تصمیم گرفتیم صندلی‌های سالن را تعویض کنیم. در همین راستا ما برای راحتی بیشتر تماشاگران، عرض صندلی را چند سانتی‌متر بیشتر گرفتیم که همین مسئله باعث کاهش چند صد نفری گنجایش سالن شد.
در حقیقت از زمان تعویض صندلی‌ها در سال ۸۷ تا به امروز، سالن ورزشگاه آزادی دارای چیزی حدود ۷۰۰۰ صندلی است که فاصله آشکاری با عدد ۱۲ هزار نفر مورد ادعا دارد. همان‌طور که گفتم حتی قبل از تعویض صندلی‌ها و از همان روز اول هم گنجایش این سالن بیشتر از ۷۵۰۰ نفر نبوده‌است.

از زمانی که این مجموعه ورزشی برای میزبانی از بازی‌های آسیایی سال ۱۹۷۴ احداث شد، در اسناد نیمه‌رسمی از این عدد استفاده شده‌است که دلیلش مشخص نیست.»